# A Collection of Historical Archives of Tibet
| Tibetische Bezeichnung                                             |
| ------------------------------------------------------------------ |
| Tibetische Schrift: བོད་ཀྱི་ལོ་རྒྱུས་ཡིག་ཚགས་གཅེས་བསྡུས                       |
| Wylie-Transliteration: bod kyi lo rgyus yig tshags gces bsdus      |
| Andere Schreibweisen: A Collection of Historical Archives of Tibet |
| Chinesische Bezeichnung                                            |
| Vereinfacht: 西藏历史档案荟萃                                      |
| Pinyin:Xīzàng lìshǐ dàng’àn huìcuì                                 |

A Collection of Historical Archives of Tibet (tib. bod kyi lo rgyus yig tshags gces bsdus; chin. Xizang lishi dang'an huicui 西藏历史档案荟萃 Photo) ist ein vom Archiv des Autonomen Gebiets Tibet (Xizang zizhiqu dang'anguan in Lhasa) mit Sgrolkar (sgrol dkar; chin. 卓嘎) als Hauptherausgeber herausgegebene Sammlung aus historischen Archiven Tibets, die den chinesischen Paralleltitel Xizang lishi dang’an huicui 西藏历史档案荟萃 und englischen Paralleltitel A Collection of Historical Archive of Tibet trägt. Sie enthält eine Sammlung von 107 wichtigen historischen Dokumenten und Kulturgegenständen in tibetischer, mongolischer, chinesischer, mandschurischer und Phagpa-Schrift aus der Zeit von 1277 bis 1956, von der mongolischen Yuan-Dynastie bis in die Zeit der Volksrepublik. Sie ist 1995 im Pekinger Verlag Wenwu chubanshe erschienen. Der Text ist dreisprachig: tibetisch, chinesisch und englisch.
Aus Sicht der tibetischen Exilregierung wird in dieser Sammlung die Geschichte Tibets verzerrt wiedergegeben mit dem Ziel, eine historische Zugehörigkeit Tibets zu China zu belegen.

## Ausgaben
- Xīzàng zìzhìqū dàng’ànguǎn 西藏自治区档案馆 (Hrsg.): Xīzàng lìshǐ dàng’àn huìcuì 西藏历史档案荟粹. Wénwù chūbǎnshè 文物出版社, Beijing 1995, ISBN 7-5010-0876-0 / ISBN 7-5010-0879-5

### Nachschlagewerke
- Zangzu da cidian. Lanzhou 2003